# Cyklotrasa Odra–Nisa

Piktogram cyklotrasy Odra - Nisa

Mapa trasy

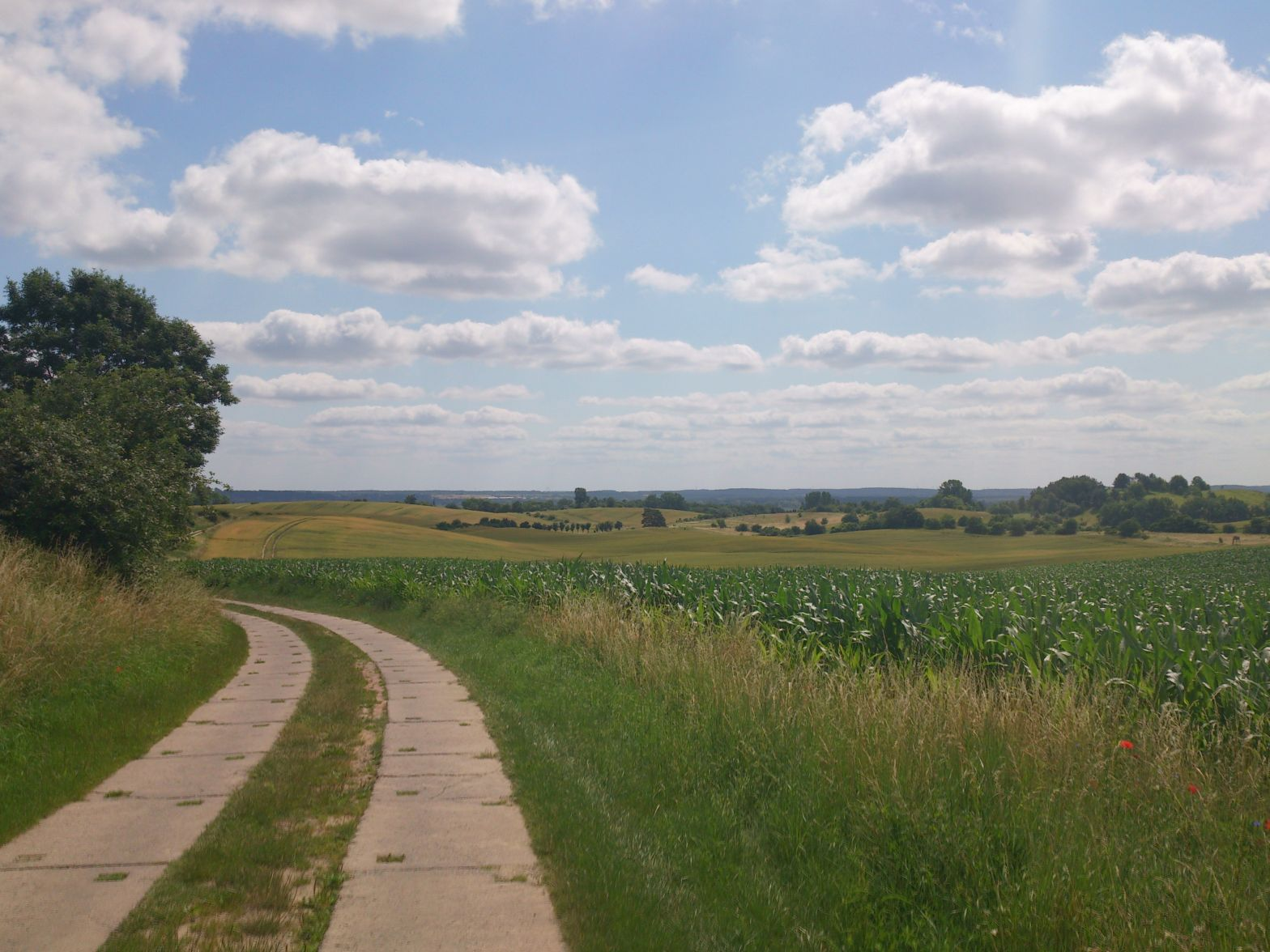
Cyklotrasa v úseku Tantow – Mescherin

Cyklotrasa Odra-Nisa (německy Oder-Neiße-Radweg a polsky Szlak rowerowy Odra-Nysa) je dálková cyklotrasa, která začíná u pramene Lužické Nisy v Jizerských horách, pokračuje podle ní až k soutoku s Odrou, odkud dále vede podle Odry až k Štětínskému zálivu, který objíždí po jeho západním okraji. Její konec je u Baltského moře na ostrově Uznojem u města Ahlbeck. Celková délka je zhruba 630 kilometrů a cyklostezka vede zhruba v severojižním směru.
Cyklotrasa začíná na území České republiky ale jinak vede zejména po německé straně německo-polské hranice (ta je totiž tvořena právě řekami Odrou a Nisou), ale v některých částech je oficiální variantou i cesta po polské straně hranice. V Německu prochází třemi spolkovými zeměmi, Saskem, Braniborskem a Meklenburskem-Předním Pomořanskem. Závěrečná pasáž v okolí Štětínského zálivu se částečně kryje se závěrem cyklotrasy Berlín–Uznojem.

## Etapy
| Etapa     | od                  | do                  | vzdálenost      | Země           |
| 1. etapa  | Nová Ves nad Nisou  | Žitava              | přibližně 55 km | Česko, Německo |
| 2. etapa  | Žitava              | Zhořelec            | přibližně 40 km | Německo        |
| 3. etapa  | Zhořelec            | Bad Muskau          | přibližně 67 km | Německo        |
| 4. etapa  | Bad Muskau          | Guben               | přibližně 62 km | Německo        |
| 5. etapa  | Guben               | Frankfurt nad Odrou | přibližně 61 km | Německo        |
| 6. etapa  | Frankfurt nad Odrou | Küstrin-Kietz       | přibližně 33 km | Německo        |
| 7. etapa  | Küstrin-Kietz       | Hohenwutzen         | přibližně 51 km | Německo        |
| 8. etapa  | Hohenwutzen         | Schwedt             | přibližně 33 km | Německo        |
| 9. etapa  | Schwedt             | Penkun              | přibližně 33 km | Německo        |
| 10. etapa | Penkun              | Blankensee          | přibližně 40 km | Německo        |
| 11. etapa | Blankensee          | Ueckermünde         | přibližně 46 km | Německo        |
| 12. etapa | Ueckermünde         | Anklam              | přibližně 39 km | Německo        |
| 13. etapa | Anklam              | Ahlbeck             | přibližně 63 km | Německo        |

## Další informace
Na opačném břehu řeky Odry, tj. v Polsku, vede „pararelně“ dálková cyklotrasa Szlak Zielona Odra.